# Acciaccatura

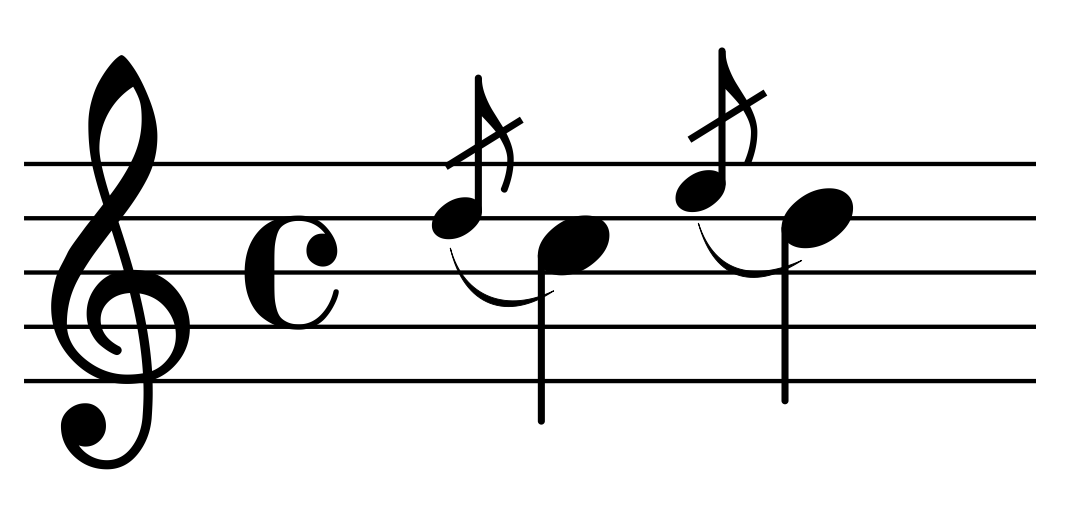

Der Begriff Acciaccatura (it. „Quetschung, Zusammenschlag“) bezeichnet
- im 17. und 18. Jh. eine auf Tasteninstrumenten und auf der Angélique ausführbare Verzierung mit unmittelbar vorausgehendem oder gleichzeitigem kurzen Anschlag der harmoniefremden Untersekunde zur Hauptnote;
- besonders in der Cembalomusik eine Akkordbrechung mit Einfügung harmoniefremder Töne.